# Хајнрих Фридјунг
Хајнрих Фридјунг (Роштин, 18. јануар 1851 — Беч, 14. јул 1920) био је аустријски историчар, новинар и политичар.

## Живот
Фридјунг је рођен у Роштину, Аустријско царство (данас Роштин, Чешка). Пореклом из јеврејске породице одрастао је у Бечу, студирао је историју у Прагу и Берлину код Теодора Момзена и Леополда фон Ранкеа. Предавао је историју и немачки језик на Трговачкој академији у Бечу од 1873. до 1879. године, када је отпуштен због критике аустроугарске окупације Босне и Херцеговине.

Касније је постао активан у политици, заступајући либералне и велико-немачке-националистичке ставове. Долазио је у неприлике због свог антисемитистичког става. Био је критичан према Аустроугарској унији, тј. савезу Цислајтаније са Мађарском. Након пораза Аустрије у рату против Пруске, код Садове 1866. године, Фридјунг је записао:
"Године 1866. били смо поражени од наших сународника; оно што је један део Немачке изгубио, други је добио. С друге стране, 1867. смо попустили народу који је по образовању и економском смислу био далеко испод нас, коме смо дали хегемонију у политичком смислу и право да располаже нашим војним буџетом, тако да је, де факто, наступила обавеза плаћања данка угарској држави".
Заједно са Виктором Адлером написао је програм за формирање Немачке народне партије (1880), из које је 1882 произашао Програм из Линца.

## Дела
- Цар Карл IV и његов допринос интелектуалном животу свог времена (Kaiser Karl IV. u. sein Antheil am geistigen Leben seiner Zeit, Vienna 1876)
- Поравнањее са Мађарском. Политичка студија о односу Аустрије према Мађарској и Немачкој (Der Ausgleich mit Ungarn. Politische Studie über das Verhältnis Österreichs zu Ungarn und Deutschland, 3 Auflagen, Leipzig 1876/77)
- Одломак из историје новинарства (Ein Stück Zeitungsgeschichte, Vienna 1887)
- Борба за превласт у Немачкој од 1859. до 1866. године (Der Kampf um die Vorherrschaft in Deutschland 1859 bis 1866, zehn Auflagen, Stuttgart-Berlin 1897–1917)
- Бенедекова постхумна дела (Benedeks nachgelassene Papiere, Leipzig 1901)
- Кримски рат и аустријска политика (Der Krimkrieg und die österreichische Politik, Stuttgart-Berlin 1911)
- Аустрија од 1848 до 1860 (Österreich von 1848 bis 1860, Berlin 1908)
- Меморандум Немачке Аустрије (Denkschrift aus Deutschösterreich, Vienna 1915)
- Доба империјализма 1884-1914 (Das Zeitalter des Imperialismus 1884 bis 1914, 3 vol., Berlin 1919–1923)
- Историјски есеји (Historische Aufsätze, 2 vol., Stuttgart- Berlin,1917–1919)